# Dromistomus
Dromistomus is een geslacht van kevers uit de familie van de loopkevers (Carabidae). De wetenschappelijke naam van het geslacht is voor het eerst geldig gepubliceerd in 1948 door Jeannel.

## Soorten
Het geslacht Dromistomus omvat de volgende soorten:
- Dromistomus complanatus (Bates, 1889)
- Dromistomus depressus Jeannel, 1948
- Dromistomus laticollis (Boheman, 1848)
- Dromistomus levis Jeannel, 1948
- Dromistomus tenuilimbatus Jeannel, 1948